# George Gascoigne

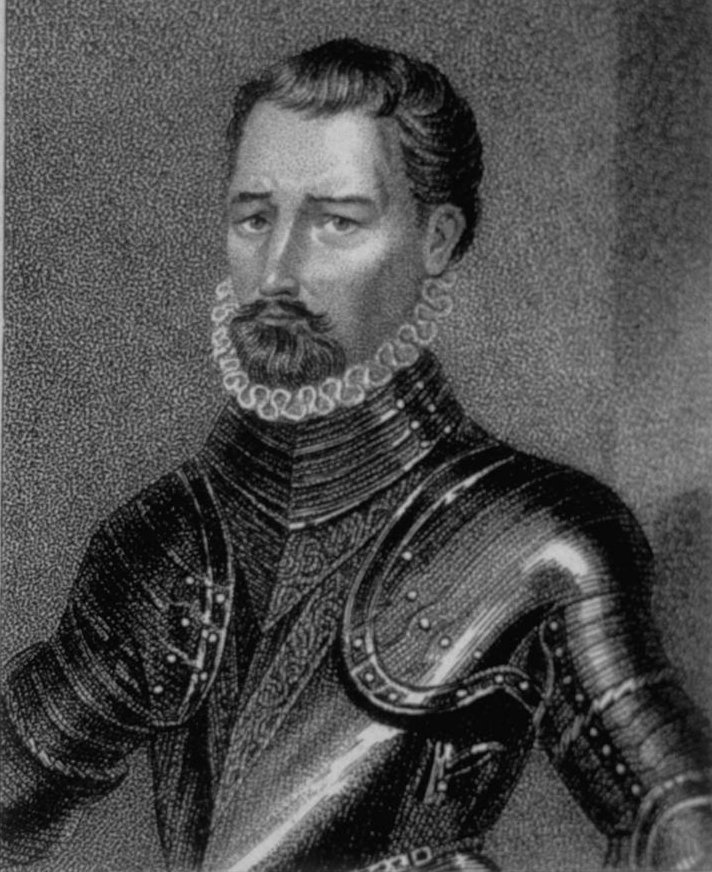
George Gascoigne

George Gascoigne, född omkring 1535 i Cardington, död 7 oktober 1577 i Stamford, var en framträdande engelsk dramatiker och poet under den tidiga elisabetanska eran. Han är inte översatt till svenska (2020).
George Gascoigne studerade först vid Trinity College i Cambridge, och ägnade sig efter 1555 en tid åt juridik, men gjordes arvlös av sin far. Han for senare till Holland och deltog åren 1572-1575 som frivillig under Vilhelm av Oranien i kriget mot spanjorerna. Efter återkomsten till England hade han en period understöd från hovet.  
Den första behandlingen av verskonstens teknik på engelska språket stod Gascoigne för 1575 i sin Certayne Notes. Hans prosaöversättning av Ludovico Ariostos italienska lustspel I suppositi uruppfördes på Gray's Inn 1566 under titeln The supposes. Den texten skulle senare ligga till grund för William Shakespeares komedi Så tuktas en argbigga. Gascoignes samlade skrifter utgavs 1587.

## Verk (urval)
- The Glass of Governement (skriven 1565, tryckt 1576), en tragikomedi
- The Supposes (uruppförd 1566, tryckt 1573), det första engelska skådespelet på prosa, översatt från italienska
- The Adventures of Master F.J. (1573, en ytterligare bearbetad version 1575)
- Jocasta (1575), det andra engelska sorgespelet på blankvers, översatt tillsammans med Francis Kinwelmersh utifrån en italiensk version av De fenikiska kvinnorna av Euripides
- Posies (samma år), en samlingsvolym
- The Complaynt of Phylomene, en elegisk dikt (samma år)
- Certayne Notes of Instruction Concerning the Making of Verse or Ryme in English, en essä (samma år)
- The Princely Pleasures (1576), en samling maskspel
- The Steele Glas (samma år), en diktsatir på blankvers